# Sphecodora
Sphecodora là một chi côn trùng thuộc Ethmiidae.